# Valentyn Boryskine
Pour les articles homonymes, voir Boryskin.
Valentyn Danilovytch Boryskine (en ukrainien : Валентин Данилович Борискін, né le 6 février 1942, mort le 8 janvier 2013) est un commandant militaire des forces armées soviétiques puis forces armées ukrainiennes.

## Biographie
Il a été le commandant de la 6e armée de chars de la Garde puis du District militaire de Kiev.
Son fils Youri est général dans l'armée ukrainienne et Oleksandr Valentinovytch est lieutenant-colonel et sert dans les troupes du ministère des Situations d'urgence de l'Ukraine.